# Lucius Postumius Albinus Megellus
Pour les articles homonymes, voir Postumius Albus.
Lucius Postumius Megellus
est un homme politique romain du IIIe siècle av. J.-C.

## Biographie
En 262 av. J.-C., lors de la troisième année de la première guerre punique, il est élu consul avec comme collègue Quintus Mamilius Vitulus. Les sources antiques pour cette année sont essentiellement grecques, les Histoires de Polybe et les fragments de Diodore de Sicile, tandis que les Histoires de Tite-Live sont réduites à des résumés qui sautent l'année 262 av. J.-C..
L'année précédente en 261 av. J.-C., les Carthaginois ont regroupé leurs forces dans la ville d'Agrigentum, au centre de la Sicile, tandis que les Romains se sont alliés avec le roi de Syracuse Hiéron II, ce qui assure leurs arrières. Les deux consuls décident de mettre le siège autour d'Agrigente avec deux légions. Les consuls établissent chacun un camp de part et d'autre de la ville et les réunissent par des lignes continues de circonvallation et contrevallation défensives contre les sorties ou les interventions de secours carthaginoises. Le siège s'éternise en escarmouches mineures pendant cinq mois. Une armée de secours carthaginoise commandée par Hannon débarque à Héracléa Minoa. Elle coupe une partie de lignes de ravillement et vient s'installer devant un des camps romains. Après deux mois de face à face, l'épuisement des assiégés et des assiégeants pousse Carthaginois et Romains à tenter une bataille rangée, armée de secours contre assiégeants. Les Romains remportent la bataille, mais les troupes carthaginoises assiégées profitent du relâchement romain consécutif à leur victoire pour forcer le blocus et évacuer nuitamment Agrigente. Laissée sans défense, la ville est facilement prise et pillée par les Romains. Après ce succès, les consuls Mamilius et Postumius reviennent à Rome et laissent la poursuite de la guerre aux consuls suivants,. Diodore de Sicile ne détaille pas le siège mais chiffre des pertes élevées de part et d'autre, 50 000 Carthaginois tués et 3 500 prisonniers, 30 000 Romains tués, et 25 000 habitants d'Agrigente vendus comme esclaves,.
En 253 av. J.-C., il est élu Censeur avec Decimus Iunius Pera. Il décède durant son mandat, ce qui entraîne la démission de son collègue.